# Dornier Do L
Dornier Do L Delphin é um hidroavião alemão, desenvolvido pela Dornier.

## Variantes
Delphin I
versão com cockpit aberto e habitáculo com quatro lugares, equipado com um motor BMW IIIa de 185 cv.
Delphin II
versão com habitáculo com cinco lugares, equipada com um motor BMW de 250 cv ou um motor Rolls-Royce Falcon III de 260 cv (194 kW).
Delphin III
versão com habitáculo com dez lugares, equipada com motor BMW VI de 600 CV.